# Charles II de Croÿ
Pour les autres membres de la famille, voir Maison de Croÿ.
Charles II de Croÿ, né le 31 juillet 1522 à Quiévrain et mort le 24 juin 1551 à Quiévrain, était seigneur « de Croÿ » (Crouy-Saint-Pierre), 2e duc d'Aarschot, 3e prince de Chimay et 3e comte de Beaumont (Hainaut).

## Biographie
Charles était le fils aîné de Philippe II de Croÿ (1496-1549), duc d'Aarschot, et d'Anne de Croÿ (1501 † 1539), princesse de Chimay.
Il hérita après la mort de sa mère en 1539 la principauté de Chimay et après la mort de son père en 1549 le duché d'Aarschot, unissant ainsi pour la première fois les deux grands titres de la Maison de Croÿ.
Il a épousa en 1541 Louise de Lorraine (1521-1542), fille de Claude de Lorraine, duc de Guise et d'Antoinette de Bourbon-Vendôme, jeune sœur de Marie de Guise (1515-1560), qui était mariée au roi Jacques V d'Écosse. En d'autres termes Charles II de Croÿ était l'oncle de Marie Stuart, reine des Écossais (1542-1564), dauphine (1558-1559) puis reine de France (1559-1560).
Après la mort prématurée de Louise, il se remarie, en 1549, avec Antoinette de Bourgogne (1529-1588), fille d'Adolphe de Bourgogne (1489 † 7 décembre 1540 - Beveren), seigneur de Beveren, comte de La Roche, de Veere et de Flessingue (de), amiral des Pays-Bas (nl), chevalier de la Toison d'or, et sœur de Maximilien II de Bourgogne-Beveren, marquis de Veere et de Flessingue (de), « Amiral de la mer (nl) », qui était marié à sa sœur Louise de Croÿ (1524-1585).
Charles II de Croÿ reçut l'empereur Charles Quint le 21 août 1549 en son château de Beaumont. C'est cette visite, et la mésaventure de l'empereur et de 3 chaudronniers auvergnats, que raconte la légende de cette petite ville du Hainaut.
Charles de Croÿ fut assassiné en 1551 à Quiévrain. Sans enfant, tous ses biens et possessions allèrent à son frère cadet, Philippe III de Croÿ. Sa veuve se remarie plus tard, avec Jacques d'Anneux, seigneur d'Aubencourt (?-1588).

## Sources
- (en) Cet article est partiellement ou en totalité issu de l’article de Wikipédia en anglais intitulé « Charles II de Croÿ » (voir la liste des auteurs).
- Généalogie :
  - (en) genealogy.euweb.cz
  - genroy.free.fr